# Kernu
Kernu (německy Kirna) je vesnice v estonském kraji Harjumaa, samosprávně patřící do Saue.